# William Latham
Pour les articles homonymes, voir Latham (homonymie).
William Latham est un chercheur associant sensibilité artistique et démarche scientifique[Comment ?]. Il est né en 1961, en Grande-Bretagne.

## Biographie
Il possède une formation initiale en gravure et sculpture. Diplômé du Royal College of Art de Londres, il a étudié parallèlement le graphisme sur ordinateur au City of London Polytechnic et au Middlesex Polytechnic.  Il est invité par IBM au centre de recherche de Winchester en Grande-Bretagne qui met à sa disposition d'importants moyens.  Il est membre du Graphic Applications Group qui s'intéresse notamment à la représentation moléculaire, à la reconstruction archéologique, à l'imagerie médicale et à l'astronomie. Il crée des sculptures sur ordinateur qui sont exposées internationalement. Disposant d'un accès aux calculateurs parmi les plus puissants et s'appuyant sur des logiciels de modélisation de structures de cristaux ou de molécules, avant de développer ses propres outils, il sculpte dans l'espace 3D des créatures virtuelles mi minérales par leurs textures mi organiques par leurs formes. Animées, en perpétuelles métamorphoses, ces structures n'ont plus la froide rigueur du modèle mathématique. Un programme, dénommé Mutator, lui permet de générer et de programmer des formes complexes et l'artiste décide d'un point de vue esthétique quelles formes survivront et lesquelles sont à détruire. C'est une sorte de sélection naturelle contrôlée par l'artiste. Sa principale exposition personnelle The Conquest of Form a fait l'objet d'une tournée en Angleterre, puis en Australie, après The Adelaide Arts Festival, 1990. Le film The Conquest of Form a été montré au Siggraph, à Ars Electronica, Linz, et à Niccograph en 1989. Son film A Sequence from the Evolution of Form a eu le 1er Prix, catégorie Recherche, à Imagina, Monte-Carlo, 1990.